# Marcin Kromer
Marcin Kromer, en latín, Martinus Cromerus, (1512-1589) fue un historiador, jurista, traductor y diplomático polaco del Renacimiento. 
De padre alemán, formado en la Universidad de Cracovia, y en Italia, en las de Bolonia, Roma y Padua, doctor en leyes, fue también distinguido traductor de Aristóteles y Cicerón desde el latín al polaco. Escribió en latín sus dos principales obras; su magnum opus, De origine et rebus gestis Polonorum libri XXX, (Basilea, 1555) que cubre la historia polaca desde sus orígenes hasta 1506. Obra en la tradición ya renacentista y ajena a los moldes de la gesta medieval, y apoyada en un estudio más profundo de la historia política y militar, con una documentación de los acontecimientos basada en fuentes comprobables.
La otra obra clave de Kromer, ésta más bien de carácter antropológico y descriptivo, es Polonia sive de situ, populis, moribus, magistratibus et Republica regni Polonici libri duo (Basilea, 1577). Kromer fue altamente valorado como principal fuente informativa sobre Polonia por otros cronistas e historiógrafos europeos.